# Rutland Township (comté de Humboldt, Iowa)
Pour les articles homonymes, voir Rutland Township.
Rutland Township est un township, du comté de Humboldt en Iowa, aux États-Unis,.
Le comté est fondé en 1867.

## Source de la traduction
- (en) Cet article est partiellement ou en totalité issu de l’article de Wikipédia en anglais intitulé « Rutland Township, Humboldt County, Iowa » (voir la liste des auteurs).